# سانتا فه (گرانادا)
سانتا فه (به اسپانیایی: Santa Fe) یک دهستان در اسپانیا است که در استان گرانادا واقع شده‌است. سانتا فه ۳۸٫۲۰ کیلومتر مربع مساحت و ۱۵٬۴۳۰ نفر جمعیت دارد و ۵۸۲ متر بالاتر از سطح دریا واقع شده‌است.

## خواهرخوانده
شهرهای والپارایسو، آمباتو، اکوادور، باینا، بریبیسکا، گوآناخوآتو، Ocotal, Palos de la Frontera، سان میگل د آلنده، سانتا فه (آرژانتین)، Magdalena del Mar, Vila do Bispo Municipality و گوآناخوآتو سیتی خواهرخوانده‌های سانتا فه (گرانادا) هستند.